# Lorenzo Bandini
Lorenzo Bandini (* 21. Dezember 1935 in Barce, Libyen; † 10. Mai 1967 in Monte Carlo) war ein italienischer Automobilrennfahrer.

## Leben

### Karriere

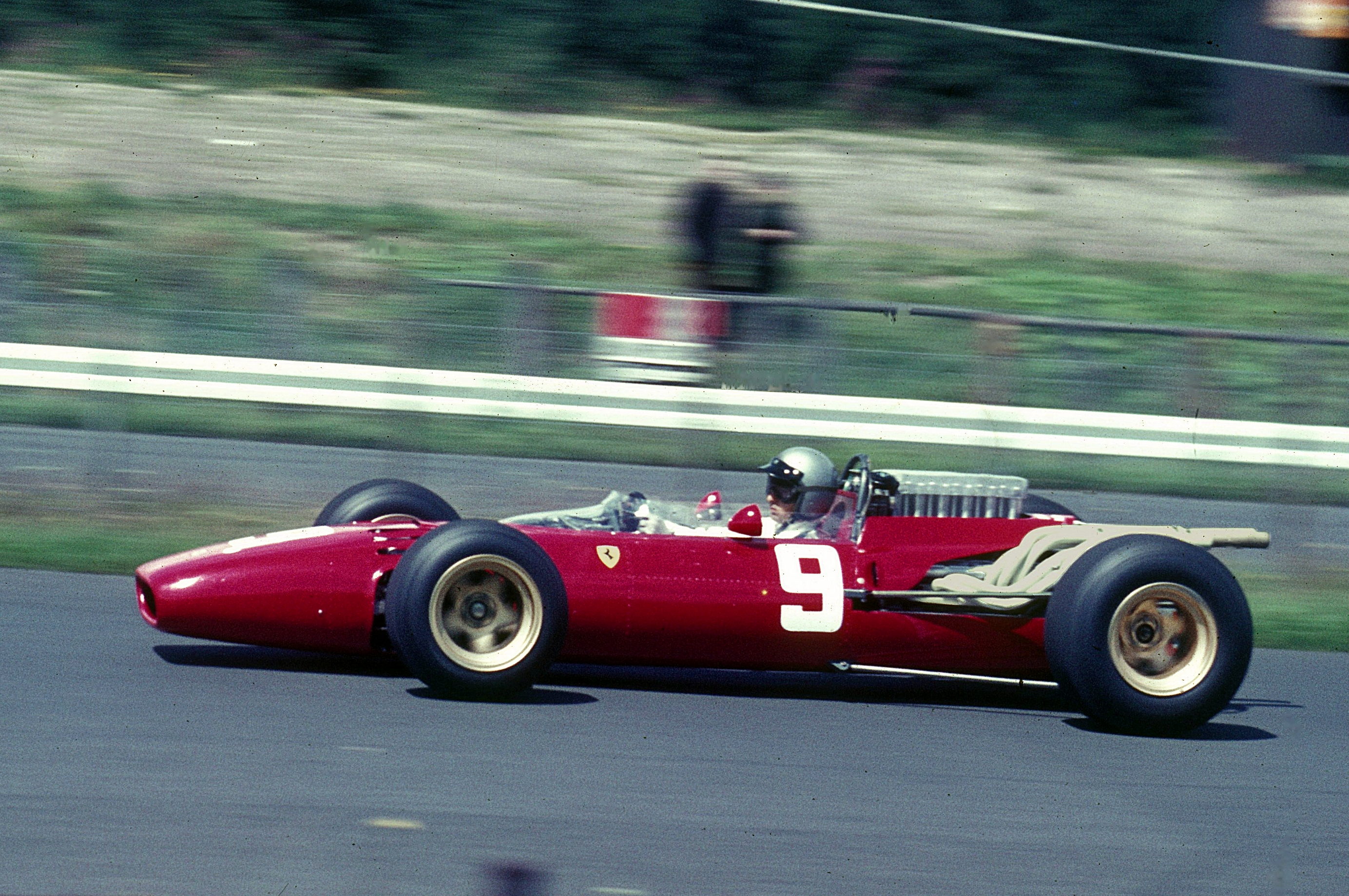
Bandini im Ferrari 312F1 beim Training zum GP von Deutschland 1966

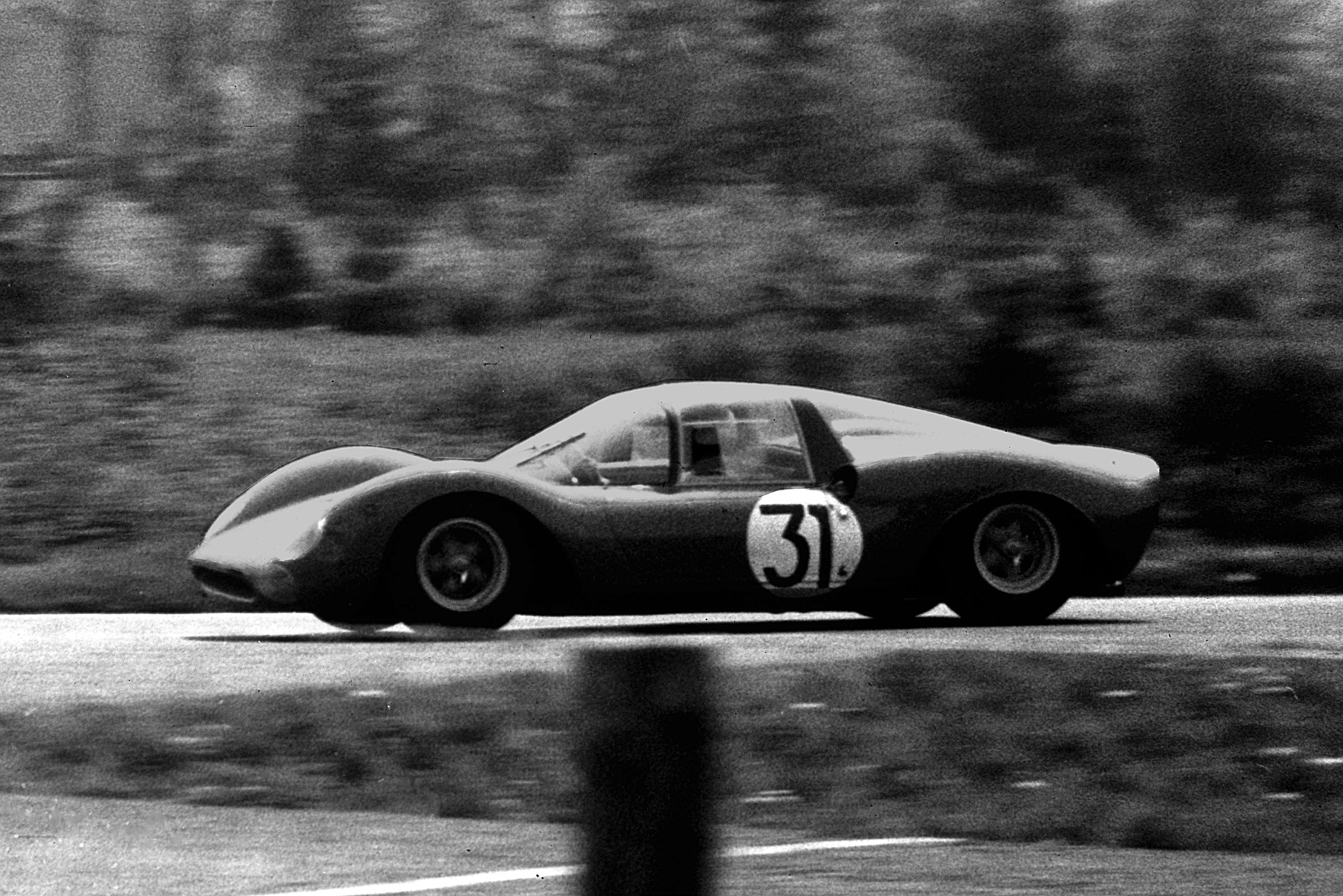
1000-km-Rennen Nürburgring 1965, Bandini im Ferrari 330 P4 in der Südkehre

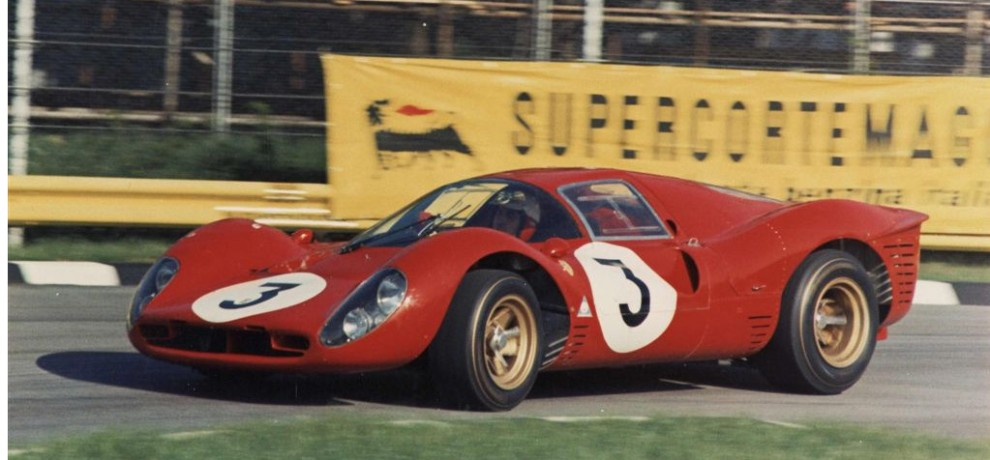
Bandini im Ferrari 330P4 beim 1000-km-Rennen von Monza 1967

Lorenzo Bandini sammelte erste Rennsport-Erfahrung, als er 1957 mit einem geliehenen Fiat 1100 an Bergrennen teilnahm. Nur ein Jahr später machte er erstmals von sich reden, als er bei der Mille Miglia mit einem Lancia Appia Zagato seine Klasse gewann. Daraufhin startete Bandini bis 1960 auf Volpini in der Formel Junior; zunächst als Privatier, später als Fahrer für das Stanguellini-Team. Seine größten Erfolge in dieser Zeit waren der dritte Platz beim Debüt in Siracusa (1958) sowie Siege beim Liberty- und Pescara-Grand-Prix (1960).
Mimmo Dei, der Teamchef der Scuderia Centro Sud, gab Bandini 1961 die Möglichkeit, beim nicht zur Automobil-Weltmeisterschaft zählenden Grand Prix von Pau einen Cooper T51-Maserati zu fahren. Bandini schaffte es in diesem Rennen aufs Podium und belegte hinter Jim Clark und Jo Bonnier Platz drei. Bereits zwei Monate später bestritt er sein Debüt beim Großen Preis von Belgien. In dieser Saison nahm er noch an drei weiteren Weltmeisterschaftsläufen (ebenfalls auf Cooper-Maserati) teil (Großbritannien, Deutschland, Italien). Den sportlichen Höhepunkt in diesem Jahr stellte der Sieg beim Sportwagenrennen in Pescara dar.
Bandini unterschrieb 1962 einen Vertrag als Fahrer bei der Scuderia Ferrari. Er bestritt in dieser Saison vor allem Sportwagenrennen, nahm allerdings auch an drei Grands Prix teil (Monaco, Deutschland, Italien). In Monaco holte er den dritten Platz und somit seine ersten WM-Punkte. Außerdem gewann er im August den nicht zur Automobil-Weltmeisterschaft zählenden Mittelmeer-Grand-Prix in Enna.
1963 war Bandini bei sieben von zehn Rennen am Start. Drei davon fuhr er für die Scuderia Centro-Sud auf B.R.M., bei den letzten vier Saisonläufen saß er allerdings wieder im Ferrari-Cockpit. Die besten Platzierungen in diesem Jahr waren jeweils 5. Plätze in Großbritannien, den USA und Südafrika. Die Sportwagensaison verlief erfolgreich: Bei der Targa Florio wurde er Zweiter, ebenso beim 12-Stunden-Rennen von Reims an der Seite von John Surtees. Zusammen mit Ludovico Scarfiotti errang er den Gesamtsieg beim 24-Stunden-Rennen von Le Mans auf einem Ferrari 250 P.
Im Jahr 1964 war Bandini neben John Surtees Stammfahrer im Ferrari-Formel-1-Team. Es sollte seine erfolgreichste Saison werden. Er sammelte 23 WM-Punkte und trug damit entscheidend zum Gewinn der Konstrukteurs-WM für das Team aus Maranello bei. Im August gewann er den Großen Preis von Österreich auf dem Flugplatzkurs in Zeltweg. Eine etwas zweifelhafte Rolle spielte Bandini beim Saisonfinale in Mexiko, als er mit dem B.R.M. des Titelaspiranten Graham Hill kollidierte, dessen Wagen dabei beschädigt wurde. Danach ließ er seinen langsameren Teamkollegen Surtees passieren, sodass sich dieser den Fahrer-WM-Titel sichern konnte.
Das Ferrari-Team hatte in der Saison 1965 gegen den Weltmeister Jim Clark (Lotus) und die starken B.R.M. von Graham Hill und Jackie Stewart kaum Chancen. Bandini und Surtees fuhren zumeist hinterher, Bandini konnte in den zehn Saisonläufen nur 13 Punkte sammeln. Beim Grand Prix von Monaco erzielte er mit dem 2. Platz sein bestes Saisonergebnis. Abseits der Formel 1 verbuchte er zusammen mit Nino Vaccarella einen Sieg bei der Targa Florio.
1966 trennten sich nach nur zwei Saisonrennen die Wege von Ferrari und John Surtees. Bandini rückte damit in die Rolle des Team-Leaders auf. Die Saison verlief für die „Roten“ allerdings nicht besonders erfreulich, abgesehen vom Ferrari-Doppelsieg beim Heimrennen in Monza, wo Bandinis Teamkollegen Ludovico Scarfiotti und Mike Parkes die beiden vorderen Plätze belegten. Bandini erzielte insgesamt zwölf WM-Zähler, sein Saisonhöhepunkt war einmal mehr der Große Preis von Monaco, wo er erneut Zweiter wurde.
1967 begann für Bandini und Ferrari vielversprechend. Zusammen mit seinem Teamkollegen Chris Amon gewann er das 24-Stunden-Rennen in Daytona und das 1000-km-Rennen in Monza in einem Ferrari 330P4 Sportwagen. Im März belegte er beim nicht zur Automobil-Weltmeisterschaft zählenden Rennen in Brands Hatch im Finalrennen den zweiten Platz.
Bandini fuhr insgesamt 42 Grand-Prix-Rennen und holte dabei einen Sieg, acht Podiumsplätze, eine Pole-Position und zwei schnellste Runden.

### Tödlicher Unfall 1967
Beim Großen Preis von Monaco 1967 am 7. Mai verunglückte Bandini mit seinem Ferrari 312F1 in Runde 82. An zweiter Position liegend und bemüht, den Rückstand auf den führenden Brabham-Piloten Denis Hulme zu verkürzen, streifte der anscheinend erschöpfte und immer unaufmerksamer fahrende Bandini am Eingang der Hafenschikane die Streckenbegrenzung, worauf der Wagen am Ausgang der Schikane nach links von der Strecke abkam, gegen einen nur von Strohballen gesicherten Poller prallte und Feuer fing. Durch die vielen Strohballen und auslaufendes Benzin entstand ein großes Feuer, dem die spärlich ausgestattete Feuerwehr nicht gewachsen war. In der zweiten Runde des Rennens war Bandini bereits mit einer Leitplanke leicht kollidiert; der Motor des Wagens wurde beschädigt und verlor auf der ganzen Strecke Öl, ohne dass es Bandini bemerkte. In den letzten Runden fuhr sein Ferrari deshalb langsamer. Bei dem Versuch, wieder schneller zu werden, kam es zu dem Unfall.
Bandini konnte erst nach drei Minuten befreit werden und erlag drei Tage später seinen schweren Verbrennungen. Nach diesem Unfall wurde die Renndistanz in Monaco ab 1968 von 100 auf 80 Runden verkürzt.

## Statistik

### Statistik in der Automobil-Weltmeisterschaft
Diese Statistik umfasst alle Teilnahmen des Fahrers an der Automobil-Weltmeisterschaft, die heutzutage als Formel-1-Weltmeisterschaft bezeichnet wird.

#### Grand-Prix-Siege
- 1964:  Österreich (Zeltweg)

#### Gesamtübersicht
| Saison | Team                       | Chassis            | Motor           | Rennen | Siege | Zweiter | Dritter | Poles | schn. Rennrunden | Punkte | WM-Pos. |
| ------ | -------------------------- | ------------------ | --------------- | ------ | ----- | ------- | ------- | ----- | ---------------- | ------ | ------- |
| 1961   | Scuderia Centro Sud        | Cooper T53         | Maserati 1.5 L4 | 4      | −     | −       | −       | −     | −                | −      | NC      |
| 1962   | Scuderia Ferrari           | Ferrari 156        | Ferrari 1.5 V6  | 3      | −     | −       | 1       | −     | −                | 4      | 12.     |
| 1963   | Scuderia Centro Sud        | BRM P57            | BRM 1.5 V8      | 3      | −     | −       | −       | −     | −                | 6      | 10.     |
| 1963   | Scuderia Ferrari           | Ferrari 156        | Ferrari 1.5 V6  | 4      | −     | −       | −       | −     | −                | 6      | 10.     |
| 1964   | Scuderia Ferrari           | Ferrari 156        | Ferrari 1.5 V6  | 4      | 1     | −       | 1       | −     | −                | 23     | 4.      |
| 1964   | Scuderia Ferrari           | Ferrari 158        | Ferrari 1.5 V8  | 4      | −     | −       | 1       | −     | −                | 23     | 4.      |
| 1964   | North American Racing Team | Ferrari 1512       | Ferrari 1.5 F12 | 2      | −     | −       | 1       | −     | −                | 23     | 4.      |
| 1965   | Scuderia Ferrari           | Ferrari 1512       | Ferrari 1.5 F12 | 7      | −     | 1       | −       | −     | −                | 13     | 6.      |
| 1965   | Scuderia Ferrari           | Ferrari 158        | Ferrari 1.5 V8  | 3      | −     | −       | −       | −     | −                | 13     | 6.      |
| 1966   | Scuderia Ferrari           | Ferrari 246 Tasman | Ferrari 2.4 V6  | 2      | −     | 1       | 1       | −     | 1                | 12     | 9.      |
| 1966   | Scuderia Ferrari           | Ferrari 312/66     | Ferrari 3.0 V12 | 5      | −     | −       | −       | 1     | 1                | 12     | 9.      |
| 1967   | Scuderia Ferrari           | Ferrari 312/67     | Ferrari 3.0 V12 | 1      | −     | −       | −       | −     | −                | −      | NC      |
| Gesamt | Gesamt                     | Gesamt             | Gesamt          | 42     | 1     | 2       | 5       | 1     | 2                | 58     |         |

#### Einzelergebnisse
| Saison | 1   | 2   | 3  | 4   | 5   | 6   | 7   | 8   | 9 | 10 | 11 |
| ------ | --- | --- | -- | --- | --- | --- | --- | --- | - | -- | -- |
| 1961   |     |     |    |     |     |     |     |     |   |    |    |
|        |     | DNF |    | 12  | DNF | 8   |     |     |   |    |    |
| 1962   |     |     |    |     |     |     |     |     |   |    |    |
|        | 3   |     |    |     | DNF | 8   |     |     |   |    |    |
| 1963   |     |     |    |     |     |     |     |     |   |    |    |
|        |     |     | 10 | 5   | DNF | DNF | 5   | DNF | 5 |    |    |
| 1964   |     |     |    |     |     |     |     |     |   |    |    |
| 10     | DNF | DNF | 9  | 5   | 3   | 1   | 3   | DNF | 3 |    |    |
| 1965   |     |     |    |     |     |     |     |     |   |    |    |
| 15     | 2   | 9   | 8  | DNF | 9   | 6   | 4   | 4   | 8 |    |    |
| 1966   |     |     |    |     |     |     |     |     |   |    |    |
| 2      | 3   | NC  |    | 6   | 6   | DNF | DNF |     |   |    |    |
| 1967   |     |     |    |     |     |     |     |     |   |    |    |
|        | DNF |     |    |     |     |     |     |     |   |    |    |

| Legende  | Legende            | Legende                                                          |
| Farbe    | Abkürzung          | Bedeutung                                                        |
| -------- | ------------------ | ---------------------------------------------------------------- |
| Gold     | –                  | Sieg                                                             |
| Silber   | –                  | 2. Platz                                                         |
| Bronze   | –                  | 3. Platz                                                         |
| Grün     | –                  | Platzierung in den Punkten                                       |
| Blau     | –                  | Klassifiziert außerhalb der Punkteränge                          |
| Violett  | DNF                | Rennen nicht beendet (did not finish)                            |
| Violett  | NC                 | nicht klassifiziert (not classified)                             |
| Rot      | DNQ                | nicht qualifiziert (did not qualify)                             |
| Rot      | DNPQ               | in Vorqualifikation gescheitert (did not pre-qualify)            |
| Schwarz  | DSQ                | disqualifiziert (disqualified)                                   |
| Weiß     | DNS                | nicht am Start (did not start)                                   |
| Weiß     | WD                 | zurückgezogen (withdrawn)                                        |
| Hellblau | PO                 | nur am Training teilgenommen (practiced only)                    |
| Hellblau | TD                 | Freitags-Testfahrer (test driver)                                |
| ohne     | DNP                | nicht am Training teilgenommen (did not practice)                |
| ohne     | INJ                | verletzt oder krank (injured)                                    |
| ohne     | EX                 | ausgeschlossen (excluded)                                        |
| ohne     | DNA                | nicht erschienen (did not arrive)                                |
| ohne     | C                  | Rennen abgesagt (cancelled)                                      |
| ohne     | keine WM-Teilnahme |                                                                  |
| sonstige | P/fett             | Pole-Position                                                    |
| sonstige | 1/2/3/4/5/6/7/8    | Punktplatzierung im Sprint-/Qualifikationsrennen                 |
| sonstige | SR/kursiv          | Schnellste Rennrunde                                             |
| sonstige | *                  | nicht im Ziel, aufgrund der zurückgelegten Distanz aber gewertet |
| sonstige | ()                 | Streichresultate                                                 |
| sonstige | unterstrichen      | Führender in der Gesamtwertung                                   |

### Le-Mans-Ergebnisse
| Jahr | Team              | Fahrzeug          | Teamkollege         | Platzierung | Ausfallgrund |
| ---- | ----------------- | ----------------- | ------------------- | ----------- | ------------ |
| 1962 | SPA Ferrari SEFAC | Ferrari 330LM GTO | Mike Parkes         | Ausfall     | Kühler       |
| 1963 | SPA Ferrari SEFAC | Ferrari 250P      | Ludovico Scarfiotti | Gesamtsieg  |              |
| 1964 | SPA Ferrari SEFAC | Ferrari 330P      | John Surtees        | Rang 3      |              |
| 1965 | SPA Ferrari SEFAC | Ferrari 275P2     | Giampiero Biscaldi  | Ausfall     | Motorschaden |
| 1966 | SPA Ferrari SEFAC | Ferrari 330P3     | Jean Guichet        | Ausfall     | Motorschaden |

### Sebring-Ergebnisse
| Jahr | Team              | Fahrzeug          | Teamkollege         | Teamkollege     | Platzierung | Ausfallgrund |
| ---- | ----------------- | ----------------- | ------------------- | --------------- | ----------- | ------------ |
| 1963 | SEFAC Ferrari     | Ferrari 250P      | Willy Mairesse      | Nino Vaccarella | Rang 2      |              |
| 1964 | SEFAC Ferrari     | Ferrari 330P      | John Surtees        |                 | Rang 3      |              |
| 1966 | SpA Ferrari SEFAC | Ferrari Dino 206S | Ludovico Scarfiotti |                 | Rang 6      |              |

### Einzelergebnisse in der Sportwagen-Weltmeisterschaft
| Saison | Team                                                           | Rennwagen                                                                                               | 1   | 2   | 3   | 4   | 5   | 6   | 7   | 8   | 9   | 10  | 11  | 12  | 13  | 14  | 15  | 16  | 17  | 18  | 19  | 20  | 21  | 22  |
| ------ | -------------------------------------------------------------- | --- | --- | --- | --- | --- | --- | --- | --- | --- | --- | --- | --- | --- | --- | --- | --- | --- | --- | --- | --- | --- | --- | --- |
| 1961   | Scuderia Centro Sud                                            | Ferrari 250TRI                                                                                          | SEB | TAR | NÜR | LEM | PES |     |     |     |     |     |     |     |     |     |     |     |     |     |     |     |     |     |
| 1961   | Scuderia Centro Sud                                            | Ferrari 250TRI                                                                                          |     | 1   |     |     |     |     |     |     |     |     |     |     |     |     |     |     |     |     |     |     |     |     |
| 1962   | Scuderia Ferrari Abarth                                        | Ferrari Dino 196SP Ferrari 330LM GTO Abarth-Simca 1300 Bialbero                                         | DAY | SEB | SEB | MAI | TAR | BER | NÜR | LEM | TAV | CCA | RTT | NÜR | BRI | BRI | PAR |     |     |     |     |     |     |     |
| 1962   | Scuderia Ferrari Abarth                                        | Ferrari Dino 196SP Ferrari 330LM GTO Abarth-Simca 1300 Bialbero                                         |     |     |     |     | 2   |     | DNF | DNF |     |     |     |     |     |     | 19  |     |     |     |     |     |     |     |
| 1963   | Scuderia Ferrari Abarth Carlo-Maria Abate Scuderia Serenissima | Ferrari 250P Ferrari Dino 196SP Abarth-Simca 1300 Bialbero Ferrari 250TRI Ferrari 250TR Ferrari 250 GTO | DAY | SEB | SEB | TAR | SPA | MAI | NÜR | CON | ROS | LEM | MON | WIS | TAV | FRE | CCE | RTT | OVI | NÜR | MON | MON | TDF | BRI |
| 1963   | Scuderia Ferrari Abarth Carlo-Maria Abate Scuderia Serenissima | Ferrari 250P Ferrari Dino 196SP Abarth-Simca 1300 Bialbero Ferrari 250TRI Ferrari 250TR Ferrari 250 GTO |     |     | 2   | 2   |     |     | DNF |     |     | 1   |     |     | 1   |     |     |     | 14  |     |     |     | DNF |     |
| 1964   | Scuderia Ferrari Scuderia Filipinetti NART                     | Ferrari 330P Ferrari 250 GTO Ferrari 275P Ferrari 330P Ferrari 250LM                                    | DAY | SEB | TAR | MON | SPA | CON | NÜR | ROS | LEM | REI | FRE | CCE | RTT | SIM | NÜR | MON | TDF | BRI | BRI | PAR |     |     |
| 1964   | Scuderia Ferrari Scuderia Filipinetti NART                     | Ferrari 330P Ferrari 250 GTO Ferrari 275P Ferrari 330P Ferrari 250LM                                    |     | 3   |     |     | 3   |     | DNF |     | 3   | 2   |     |     |     |     |     |     |     |     |     |     |     |     |
| 1965   | Scuderia Ferrari                                               | Ferrari 330P2 Ferrari 275P2 Ferrari Dino 166P                                                           | DAY | SEB | BOL | MON | MON | RTT | TAR | SPA | NÜR | MUG | ROS | LEM | REI | BOZ | FRE | CCE | OVI | NÜR | BRI | BRI |     |     |
| 1965   | Scuderia Ferrari                                               | Ferrari 330P2 Ferrari 275P2 Ferrari Dino 166P                                                           |     |     |     |     | DNF |     | 1   |     | 4   |     |     | DNF |     |     |     |     |     |     |     |     |     |     |
| 1966   | Scuderia Ferrari                                               | Ferrari Dino 206S Ferrari 330P3                                                                         | DAY | SEB | MON | TAR | SPA | NÜR | LEM | MUG | CCE | HOK | SIM | NÜR | ZEL |     |     |     |     |     |     |     |     |     |
| 1966   | Scuderia Ferrari                                               | Ferrari Dino 206S Ferrari 330P3                                                                         |     | 5   | 10  | DNF |     | 2   | DNF |     |     |     |     |     |     |     |     |     |     |     |     |     |     |     |
| 1967   | Scuderia Ferrari                                               | Ferrari 330P4                                                                                           | DAY | SEB | MON | SPA | TAR | NÜR | LEM | HOK | MUG | BRH | CCE | ZEL | OVI | NÜR |     |     |     |     |     |     |     |     |
| 1967   | Scuderia Ferrari                                               | Ferrari 330P4                                                                                           | 1   |     | 1   | 5   |     |     |     |     |     |     |     |     |     |     |     |     |     |     |     |     |     |     |